# Charles Stewart
Pour les articles homonymes, voir Charles Stewart (homonymie) et Stewart.
Charles Stewart (26 août 1868 et mort le 6 décembre 1946) est un homme politique canadien qui a été premier ministre de l'Alberta de 1917 à 1921.